# Salud en la Ciudad de Córdoba (Argentina)

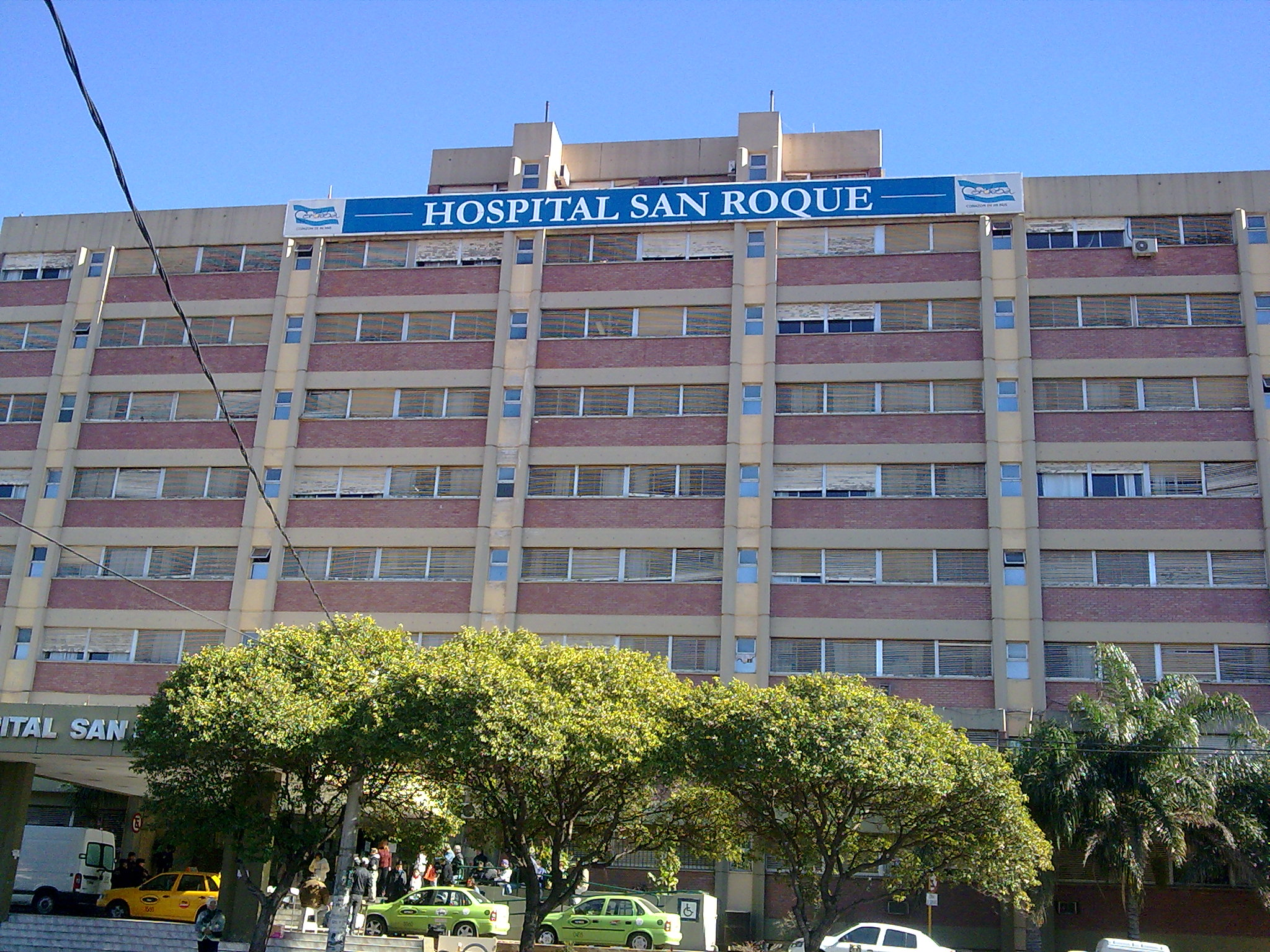
Hospital San Roque, parte del polo sanitario de la Ciudad de Córdoba.

La Salud en la Ciudad de Córdoba tiene, al igual que en todo el país, dos vertientes: pública y privada. Respecto a los centros de salud, los públicos pueden ser nacionales como el Hospital Nacional de Clínicas, provinciales como el Hospital de Niños, municipales como el Hospital de Urgencias. Entre los de origen privado encontramos más de 20 clínicas y sanatorios en diferentes sectores de la ciudad.
La Secretaría de Salud de la Municipalidad cuenta con una infraestructura de atención conformada por 105 Centros de Salud, Hospital Municipal de Urgencias, Hospital Municipal Infantil, Hospital Municipal Zona Sur Príncipe de Asturias, Instituto Odontológico Municipal, Dirección de Especialidades Médicas (DEM Centro, DEM Oeste, DEM Norte), Hogar Padre Lamónaca, Banco de Sangre Municipal y Farmacia Municipal.
En Córdoba también se encuentra el Laboratorio de Hemoderivados. Un laboratorio farmacéutico público sin fines de lucro perteneciente a la Universidad Nacional de Córdoba. Este laboratorio se autosustenta financieramente y es autónomo. El laboratorio es el mayor productor de medicamentos derivados del plasma humano del país, tiene la planta fraccionadora de plasma más grande de América Latina. Actualmente produce medicamentos como inmunoglobulinas, factores de coagulación, Albúmina, sueros fisiológicos y fármacos. Los medicamentos son entregados al sistema de salud nacional evitando importaciones de medicamentos y disminuyendo costos. 
El servicio de ambulancias de emergencia 107 atiende principalmente urgencias en la vía pública, aunque también en forma domiciliaria.
En 2020 la esperanza de vida de los hombres fue de 72,8 años, y en las mujeres 79,2. La pandemia de COVID-19 marcó un retroceso de 1,4 en hombres y 0,8 en mujeres.

## Atención primaria de la salud

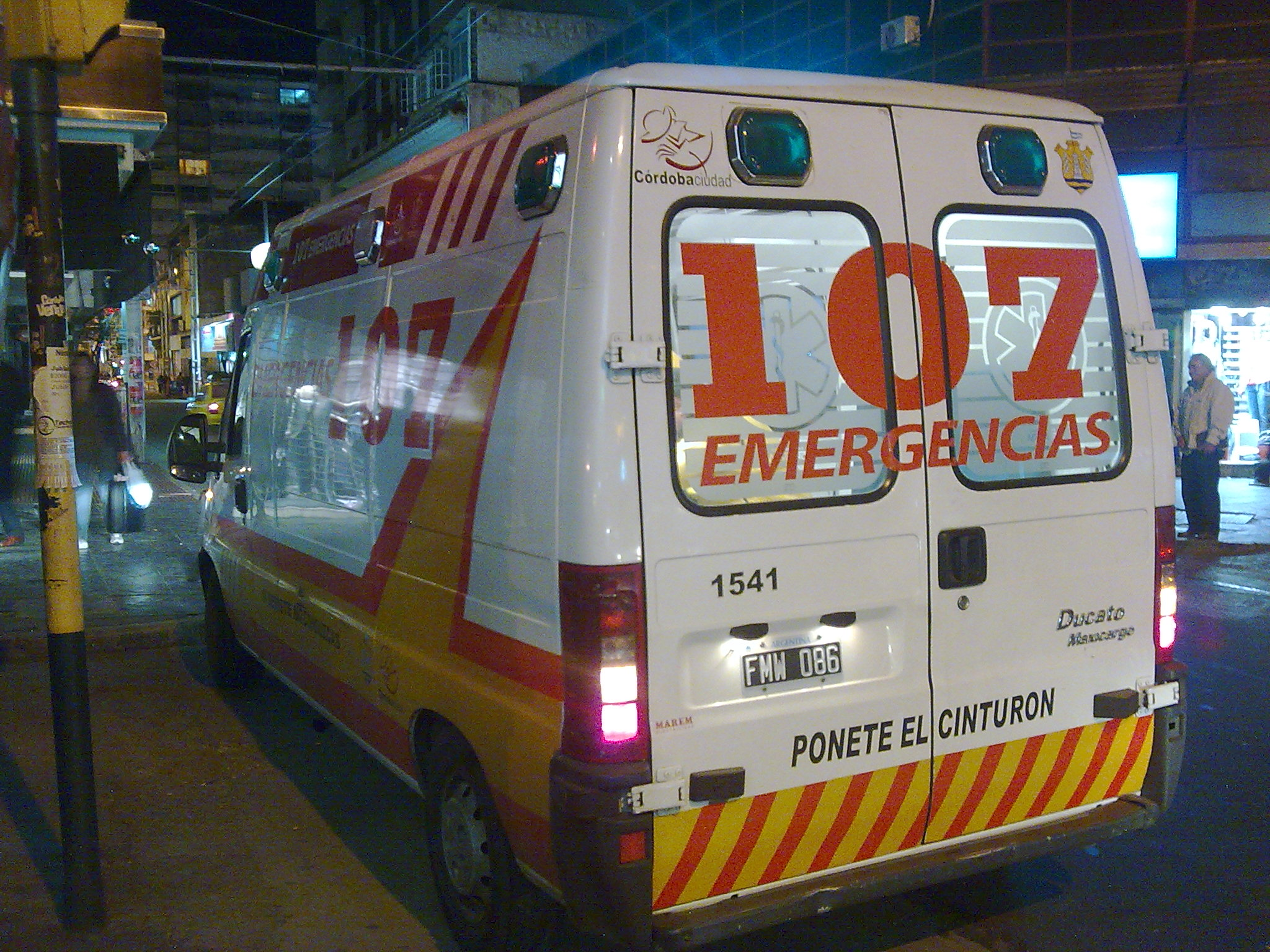
Ambulancia del servicio 107 que atiende principalmente urgencias en la vía pública, aunque también en forma domiciliaria.

Mediante la Atención Primaria de la Salud, el Municipio brinda a los vecinos una primera contención sanitaria:
- En lo asistencial: Se atienden consultas derivadas de patologías básicas, incluidas las odontológicas. Se asegura el tratamiento mediante la provisión gratuita de medicamentos y en caso de ser necesario, derivarlos a centros de mayor complejidad.[5]
- En lo preventivo: se efectúa control de Crecimiento y Desarrollo a la totalidad de los niños menores de 5 años de edad, bajo programa. Otros controles que se llevan a cabo son: Prenatal y del Puerperio, seguimiento del desnutrido, inmunizaciones, catastro Citoginecológico, prevención del Cáncer de mama, captación precoz de la Tuberculosis Pulmonar. También se realizan programas de: educación para la salud, complementación alimentaria con leche entera en polvo a niños y embarazadas bajo programa, promoción de la lactancia materna, programa de prevención del Dengue y programa de bioseguridad para el sida.[5]
- En lo social: se estudian casos de vulnerabilidad en la población y se brinda asistencia social a pacientes que lo requieran y se promueve la participación de la Comunidad y la Coordinación Intersectorial.[5]

Es importante destacar que en todos estos centros se garantiza la entrega de leche, medicamentos esenciales, vacunas y anticonceptivos. Se busca la cobertura de toda la población de la ciudad con escasos recursos, enfatizando la atención del grupo familiar. Dentro de los objetivos asistenciales, se logra atender la demanda espontánea por patología, en las especialidades: Clínica médica, Pediatría, Toco-ginecología, Medicina general y Odontología, asegurando el tratamiento oportuno y adecuado mediante la entrega de medicamentos y asistiendo la urgencia médica y derivar a los centros de mayor complejidad a los pacientes cuya patología así lo requiera.

## Hospitales
Algunos hospitales que hay en la ciudad:
- Hospital de Clínicas
- Hospital Córdoba
- Hospital Español
- Hospital Misericordia
- Hospital Municipal de Urgencias
- Hospital Municipal Dr. Benito Soria
- Hospital Municipal Infantil
- Hospital Neuropsiquiatrico
- Hospital Pediátrico Niño Jesús
- Hospital Rawson
- Hospital San Roque
- Hospital Tránsito Cáceres de Allende
- Hospital Universitario de Maternidad y Neonatología
- Nuevo Hospital de Niños de la Santísima Trinidad
- Nuevo Hospital San Roque

guada

## Clínicas y sanatorios
Algunas clínicas y sanatorios en la ciudad:
- Clínica Romagosa
- Clínica Universitaria Reina Fabiola
- Clínica Argüello
- Clínica del Niño
- Clínica Del Prado
- Clínica del Sol
- Clínica Sucre
- Clínica Chutro
- Clínica privada Vélez Sarsfield
- Hospital Aeronáutico Córdoba
- Hospital Italiano
- Hospital Militar
- Hospital Privado Centro Médico de Córdoba
- Instituto Modelo de Cardiología
- Instituto traumatológico de Córdoba
- Instituto Oncológico de Córdoba
- Instituto Conci Carpinella
- Instituto Oulton
- Instituto HEPATO
- Instituto Medifé
- Sanatorio Alive[9]
- Sanatorio Allende
- Sanatorio del Salvador
- Sanatorio Francés
- Sanatorio Morra

## Estadísticas
Según el censo de 2001 del INDEC, 710.127 personas (55,28%) tenía algún plan de cobertura de salud, siendo 574.455 (44,72%) las que no tenían cobertura. Según la Encuesta Permanente de Hogares (EPH) 2003 la cantidad de personas sin plan de cobertura médica ascendió al 49,42%, descendiendo luego al 48,07% en 2004.Asimismo la salud pública municipal atendió durante 2003 1.187.010 y en 2004 1.260.874 consultas en total por consultorio externo en todas sus especialidades.
Durante 2004 en los centros de salud municipales se aplicaron: 1.122 vacunas hepatitis a, 65.684 vacunas contra la Hepatitis B, 13.232 vacunas BCG, 46.089 vacunas contra la poliomielitis, 41.235 vacunas cuádruple, 38.927 triple viral, 7.244 triple bacteriana (DPT), 1.371 doble viral, 27.987 doble adulto (dTa), 14.589 vacunas quíntuple.

### Indicadores de salud

#### Esperanza de vida al nacer

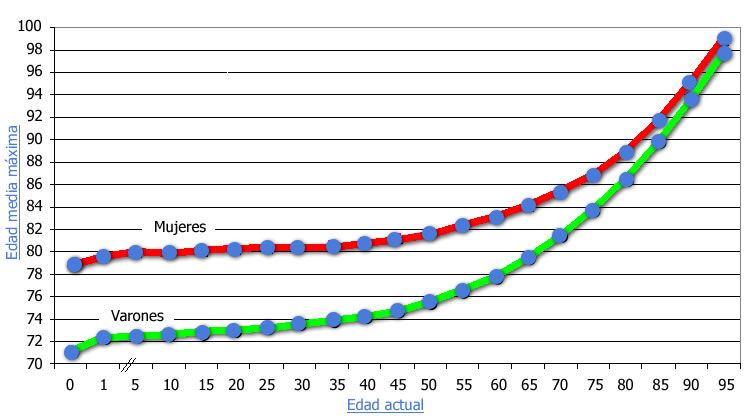
Dada una edad actual "x", se determina cuál es la edad máxima (en promedio) que se alcanza en la provincia (se toma para la ciudad).

La Esperanza de vida al nacimiento es el número de años que (en promedio) se espera que viva un recién nacido, teniendo en cuenta las condiciones de mortalidad por edad definidas en la tabla de mortalidad del período correspondiente. La esperanza de vida al nacer es justamente una de las funciones de la tabla de mortalidad (o tabla de vida). Básicamente consiste en un modelo teórico que permite medir las probabilidades de vida y de muerte de una población en función de la edad, para un período determinado. Los datos corresponden a la Provincia de Córdoba, pero que son tomados por el municipio.

#### Fecundidad
La tasa de fecundidad indica el promedio de hijos por mujer al término de su vida fértil, por ello solo tiene en cuenta a las mujeres en edad de tener hijos. Datos correspondientes a la provincia, tomados por el municipio por ser similares.
| Menor a 15  | 457949  | 185   | 0,4‰            |
| 15 a 19     | 138737  | 7320  | 52,8‰           |
| 20 a 24     | 125020  | 14583 | 116,6‰          |
| 25 a 29     | 114980  | 14209 | 123,6‰          |
| 30 a 34     | 107156  | 10459 | 97,6‰           |
| 35 a 39     | 104652  | 5200  | 49,7‰           |
| 40 a 44     | 100053  | 1367  | 13,7‰           |
| 45 a 49     | 88007   | 74    | 0,8‰            |
| 50 y más    | 395950  | 4     | 0,010‰          |
| Desconocida | 0       | 859   | No corresponde. |
| Total       | 1632504 | 54260 | 33,2‰           |

#### Natalidad
La tasa bruta de natalidad nos indica cuántas personas han nacido cada mil habitantes, en una población determinada. La natalidad se considera alta si está por encima de 30%, moderada entre 15 y 30% y baja por debajo del 15%. Como puede verse en el cuadro, la ciudad de Córdoba en 2007 tiene un nivel moderado-bajo y está 0,5 puntos por sobre la media provincial.
| 2001 | 20.517 | 99,9% | 99,9% | 11,8% |
| 2002 | 22.244 | 99,9% | 99,9% | 11,1% |
| 2003 | 24.419 | 99,8% | 99,8% | 9,5%  |
| 2004 | 25.543 | 99,7% | 99,5% | 10,5% |
| 2005 | 23.625 | 99,6% | 99,9% | 11,4% |
| 2006 | 22.236 | 99,9% | 99,9% | 12,7% |

| Total población           | 1.284.582 | 1.297.427 | 1.310.272 | 1.323.117 | 1.335.962 | 1.410.460 |
| Total nacimientos         | 20.517    | 22.244    | 24.419    | 24.150    | 22.580    | 23.680    |
| Tasa de natalidad (x1000) | 15,9‰     | 17,1‰     | 18,6‰     | 18,2‰     | 16,9‰     | 16,8‰     |

| 2001 | 4,1% | 8,0% | 9,5% |
| 2002 | 3,3% | 8,3% | 9,3% |
| 2003 | 3,0% | 8,4% | 8,7% |
| 2004 | 3,7% | 8,3% | 9,1% |
| 2005 | 2,5% | 7,4% | 8,6% |
| 2006 | 2,3% | 7,5% | 8,7% |

#### Mortalidad
| Ciudad de Córdoba | 1.410.460 | 10.380 | 7,4‰ |
| Total provincia   | 3.311.280 | 27.699 | 8,4‰ |

La mortalidad infantil en la ciudad de Córdoba en el año 2007 estuvo 0,2 puntos por debajo de la media provincial, alcanzando una tasa de 12,5‰. 

| Ciudad de Córdoba | 23.680 | 295 | 12,5‰ |
| Total provincia   | 53.963 | 688 | 12,7‰ |

Considerando cálculos que el Ministerio de Salud realizó a nivel provincial para el año 2002, puede concluirse que cerca del 22% de las muertes en menores de 1 año corresponden a problemas respiratorios. Esto indica que los porcentajes de las principales causas de mortalidad infantil no se corresponden con las causas generales de mortalidad del resto de la población.
| 2001 | 1.284.582 | 9.847  | 7,6‰ |
| 2002 | 1.297.427 | 10.182 | 7,8‰ |
| 2003 | 1.310.272 | 10.299 | 7,8‰ |
| 2004 | 1.323.117 | 9.888  | 7,5‰ |
| 2005 | 1.335.962 | 9.657  | 7,2‰ |
| 2007 | 1.410.460 | 10.380 | 7,4‰ |

| 2001 | 9846  | 4735 | 5107 | 4 | Sin datos. |
| 2002 | 10181 | 4749 | 5432 | 0 | s/d        |
| 2003 | 10298 | 4984 | 5314 | 0 | s/d        |
| 2004 | 9888  | 4839 | 5048 | 0 | 186        |
| 2005 | 10128 | 5004 | 5124 | 0 | 184        |
| 2006 | 8956  | 4428 | 4525 | 3 | 156        |

| 2001 | 20.517 | 393 | 19,1‰ |
| 2002 | 22.244 | 383 | 17,2‰ |
| 2003 | 24.419 | 359 | 14,7‰ |
| 2004 | 24.150 | 309 | 12,8‰ |
| 2005 | 22.580 | 282 | 12,4‰ |
| 2007 | 23.680 | 295 | 12,5‰ |